# Bengt Baron
Bengt Baron (n. 6 martie 1962, Nacka församling⁠(d), Comitatul Stockholm, Suedia) este un înotător suedez, medaliat olimpic. A participat la două ediții ale Jocurilor Olimpice (1980, 1984) în care a câștigat o medalie de aur și o medalie de bronz.